# Ricardo Ten Argilés
Ricardo Ten Argilés (Valência, 11 de agosto de 1975) é um nadador espanhol da classe S5–SB4, que disputa diferentes provas. É campeão mundial, europeu (1997, 1999, 2001 e 2009) e paralímpico. Em 2007, participou do IDM German Open. Detém o recorde mundial dos 100 metros peito da classe SB4 com o tempo de 1'36'61, obtido na final paralímpica de Pequim 2008. No Campeonato Mundial de 2002, estabeleceu o recorde mundial, com o tempo de 2:36.54, no revezamento 4x50 metros livre.

## Vida pessoal
Natural de Valência, Ricardo tem deficiência física. Atualmente reside em Tavernes Blanques.